# مصطفى وفي بن عبد الغني آل جميل
مصطفى وفي بن مفتي الديار عبد الغني آل جميل، وكان عالم دين وفقيه واشتهر في أهل بغداد بالزهد والتقوى، وله مؤلفات قيمة، ولد في بغداد، وبها نشأ وتوفى.

## المناصب والأعمال
عين عضوا في المجلس البلدي عام 1879، وعضوا في مجلس ولاية بغداد عام 1888، وشغل منصب رئيس البلدية الأولى ببغداد في عهد الدولة العثمانية وظل في منصبهِ لغاية عام 1903. ثم عاد إليه مرة أخرى في عام 1905.

## نسبه وأسرته
ونسبهُ (مصطفى وفي الدين بن عبد الغني بن عبد الرزاق بن محمد جميل بن عبد الجليل بن الشيخ عبد الجميل). وهو من عائلة آل جميل البغدادية المعروفة،  وكان لأسرتهِ دور بارز في تاريخ العراق، وأصل سكناهم في بلاد الشام ثم نزحوا عنها وسكنوا في منطقة حديثة في محافظة الأنبار، وبعدها سكنوا مدينة بغداد، ومن أسرته الكثير من العلماء والفضلاء، وكان لعائلتهِ مجلساً للوعظ والأرشاد في مسجد آل جميل في محلة قنبر علي في بغداد. وحضر دروسهِ الكثير من العلماء والأدباء في بغداد.

## وفاته
توفي الشيخ مصطفى في بغداد في ليلة الخميس 28 رمضان 1324 هـ/ 15 تشرين الثاني 1906م.
ودفن في حجرة في مسجد آل جميل عن يسار الداخل للمسجد وهي غرفة مخصصة كمقبرة لعائلتهِ.

## من أولاده
- الشيخ عبد الوهاب، توفي عام 1910م، في الثلاثين من عمره ولم تكن لهُ ذرية.
- الشيخ عبد الرحمن، توفي عام 1919م.

## المصدر
1. ↑  المسك الأذفر - محمود شكري الآلوسي - تحقيق عبد الله الجبوري - الرياض 1982 - صفحة 254.
2. ↑  أعلام السياسة في العراق الحديث - مير بصري - دار الحكمة لندن - الجزء الثاني - صفحة 473.
3. ↑  تاريخ الأسر العلمية في بغداد - محمد سعيد الراوي - صفحة 287.
4. ↑  البغداديون أخبارهم ومجالسهم - إبراهيم عبد الغني الدروبي - مجلس آل جميل - مطبعة الرابطة - بغداد 1958 - صفحة 38، 39.
5. ↑  العقد اللامع بآثار بغداد والمساجد والجوامع - تأليف عبد الحميد عبادة - تحقيق الدكتور عماد عبد السلام رؤوف - مطبعة أنوار دجلة/بغداد - مسجد آل جميل، صفحة 220.